# Laudach
La Laudach est une rivière de Haute-Autriche. D'une longueur totale de 20 km, elle est le principal affluent de l'Alm en rive gauche.

## Géographie
Elle est l'émissaire du Laudachsee, un petit lac de montagne situé près de Gmunden.

## Source
- (en) Cet article est partiellement ou en totalité issu de l’article de Wikipédia en anglais intitulé « Laudach » (voir la liste des auteurs).